# Ovídio João Paulo de Andrade
Ovídio João Paulo de Andrade foi um político brasileiro.
Foi presidente da província do Maranhão, de 25 de setembro de 1883 a 2 de março de 1884.